# Courlis à long bec
Numenius americanus
Espèce
Statut de conservation UICN

 LC  : Préoccupation mineure
Le Courlis à long bec (Numenius americanus) est une espèce de grands oiseaux de rivage (limicoles) de la famille des Scolopacidae.

## Description
Les adultes possèdent un bec très long recourbé vers le bas, un long cou et une petite tête. La tête, le cou et les parties inférieures sont brun clair, et le dos brun foncé. Quand ils volent, ils montrent sur leurs ailes des stries couleur cannelle.

## Comportement
Ils se reproduisent dans les pâturages d'Amérique du Nord centrale et occidentale. Leurs nids sont posés par terre dans les prairies ouvertes. La femelle pond généralement quatre œufs. Les deux parents s'occupent des jeunes.
Ce sont des oiseaux migrateurs sur des distances courtes et ils hivernent le long des côtes dans le Sud des États-Unis et au Mexique.
Ils trouvent leur nourriture dans les champs, soit en la repérant par la vue, soit en fouillant. Ils se nourrissent surtout d'insectes, mais mangent aussi des crustacés dans les régions côtières.

## Conservation
La population s'est réduite de façon importante à la fin du XIXe siècle du fait de la chasse. Leur nombre a de nouveau augmenté plus récemment.

## Taxinomie
D'après Alan P. Peterson, cette espèce est constituée des deux sous-espèces suivantes :
- Numenius americanus americanus Bechstein 1812 ;
- Numenius americanus parvus Bishop 1910.

## Galerie

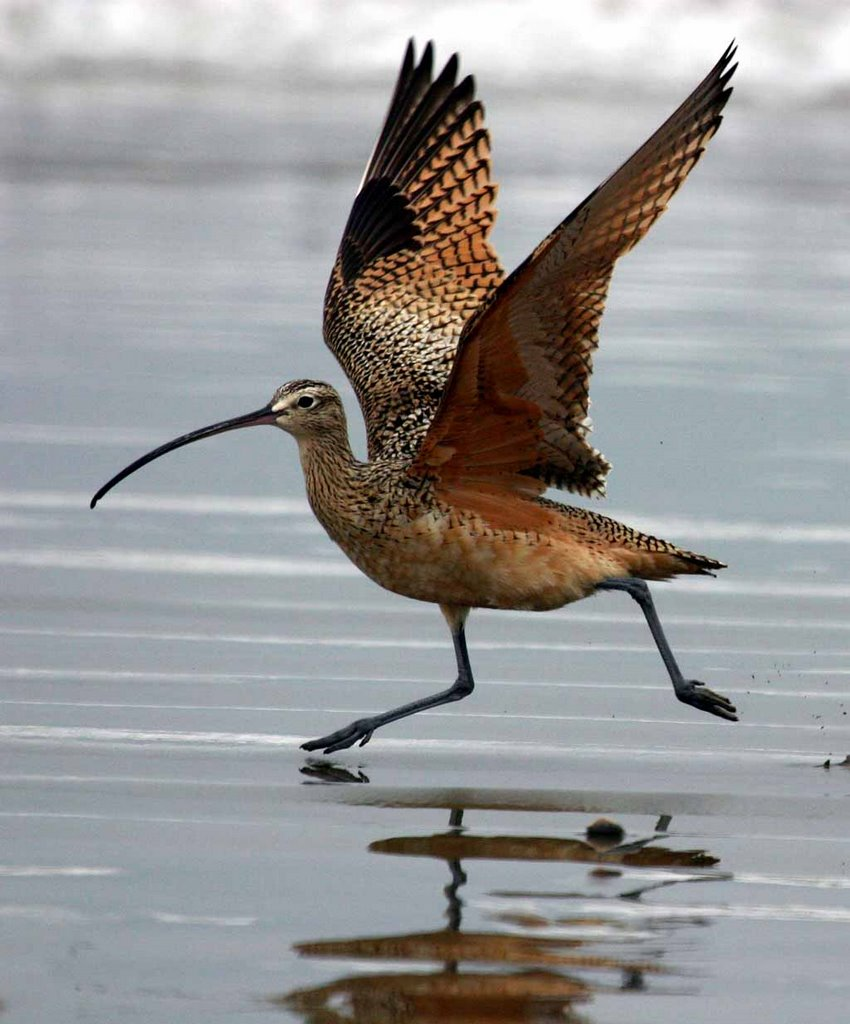

## Sources
- (en) Cet article est partiellement ou en totalité issu de l’article de Wikipédia en anglais intitulé « Long-billed Curlew » (voir la liste des auteurs).